# Кравченко, Валерий Иванович
Вале́рий Ива́нович Кра́вченко (2 февраля 1939, Шаартуз, Кабодиёнский район Таджикской ССР — 3 сентября 1996, Алма-Ата, Казахстан) — советский волейболист, игрок сборной СССР (1965—1972). Олимпийский чемпион 1968, обладатель Кубка мира 1965, двукратный чемпион Европы (1967 и 1971), чемпион СССР 1969. Нападающий. Заслуженный мастер спорта СССР (1968).

## Биография
Выступал за команду «Буревестник» (Алма-Ата). Чемпион СССР 1969, серебряный (1968 и 1970) и бронзовый (1971) союзных первенств. В составе сборной Казахской ССР дважды становился бронзовым призёром Спартакиады народов СССР (1967 и 1971). Победитель Кубка европейских чемпионов 1970 и 1971. Значительный вклад в становление игрока внес О. К. Жарылгапов.
В сборной СССР в официальных соревнованиях выступал в 1965—1972 годах. В её составе стал олимпийским чемпионом 1968, бронзовым призёром олимпийских игр 1972, бронзовым призёром чемпионата мира 1966, победителем розыгрыша Кубка мира 1965, бронзовым призёром Кубка мира 1969, двукратным чемпионом Европы 1967 и 1971.
Награждён орденом «Знак Почёта». Работал тренером.
Умер 3 сентября 1996 года в Алма-Ате.